# Мар'єнко Віктор Семенович
Віктор Семенович Мар'єнко (рос. Виктор Семёнович Марьенко нар. 22 серпня 1929, Ясинувата, Донецька область, УРСР — пом. 9 липня 2007, Петровське, Ростовський район, Ярославська область, Росія) — радянський футболіст та тренер. Виступав на позиції захисника в клубах «Шахтар», «Торпедо» та «Металіст». Майстер спорту СРСР (1959). Заслужений тренер РРФСР (1963).

## Кар'єра гравця
У 1950 році розпочалася професійна кар'єра Віктора Мар'єнко. «Гірники» виступали в класі «А» і в тому сезоні посіли 11-те місце. Мар'єнко зіграв 29 матчів і забив 1 м'яч. У наступному році «Шахтар» посів третє місце, пропустивши вперед ЦБЧА і тбіліське «Динамо». Віктор в тому сезоні зіграв лише два матчі. У 1952 році «Шахтар» посів 13-те місце в чемпіонаті і вилетів у клас «Б», Віктор Мар'єнко відіграв у тому сезоні 5 матчів. У класі «Б» команда зайняла 3-тє місце і не змогла повернутися в еліту, Мар'єнко провів 15 матчів, і наступного року покинув клуб, перейшовши в московське «Торпедо».
У столичному клубі Мар'єнко провів 6 років, з 1954 по 1959 рік. У дебютному сезоні зіграв 20 матчів, забив один м'яч. 20 матчів зіграв і в наступному році, а в 1956 році відіграв лише 5 поєдинків. У 1957 році «Торпедо» зайняло друге місце в чемпіонаті, поступившись «Динамо». Віктор Мар'єнко провів у тому році 22 матчі. В останніх двох сезонах він провів лише 21 матч, забивши один м'яч у ворота власної команди.
У харківському клубі «Авангард» Віктор Мар'єнко завершував кар'єру. За три роки в класі «А» він зіграв 69 матчів, вразивши одного разу ворота, в 1961 році.

## Тренерська діяльність
Відразу після завершення кар'єри в 1962 році Мар'єнко очолив ярославський «Шинник». У той час «Шинник» виступав у класі Б і Віктор Мар'єнко вперше в історії в 1963 році вивів його в першу групу «А». Наступного року став начальником команди в «Торпедо». Через рік він очолив клуб і в першому ж сезоні зробив його дворазовим чемпіоном СРСР. У 1966 році він працював одночасно начальником команди і головним тренером, клуб зайняв в тому році 6-те місце. Наступного року очолив «Уралмаш». У команді він пропрацював два роки, граючи в другій групі «А». У 1969 році він знову працював одночасно начальником команди і головним тренером, але вже в «Локомотиві». З 1971 по 1978 рік він тренував «Шинник», з 1978 по 1980 роки — «Локомотив», а з 1981 по 1987 роки — «Факел».

## Досягнення

### Як гравця
- Вища ліга чемпіонату СРСР
  -  Срібний призер (1): 1957
  -  Бронзовий призер (1): 1951

### Як тренера
- Вища ліга чемпіонату СРСР
  -  Чемпіон (1): 1965